# EFuse
En electrónica, un eFuse (fusible electrónico) es un fusible microscópico colocado en un chip de computadora . Esta tecnología fue inventada por IBM en 2004 para permitir la reprogramación dinámica de chips en tiempo real. En abstracto, la lógica de la computadora generalmente está almacenada en un chip y no se puede cambiar una vez que el chip ha terminado de fabricarse. Al utilizar un conjunto de eFuses, un fabricante de chips puede permitir que los circuitos de un chip cambien mientras está en funcionamiento.

## Mecanismo de acción
Los eFuses pueden estar hechos de silicona o trazas de metal. En ambos casos, funcionan por electromigración, el fenómeno por el cual el flujo eléctrico hace que el material conductor se mueva. Aunque la electromigración generalmente no se desea en el diseño de chips, ya que provoca fallas, los eFuse están hechos de trazas débiles que están diseñadas para fallar antes que otros.